# Uti possidetis juris
Uti possidetis juris es un principio del derecho internacional que establece que los estados recién formados heredan las fronteras territoriales que existían en el momento de su independencia. La frase, derivada del latín, se traduce como "como posees bajo el derecho", lo que indica que la posesión legal de un territorio en el momento de la transición de soberanía permanece sin cambios, a menos que las partes involucradas acuerden lo contrario.

## Orígenes y desarrollo
El principio tiene sus raíces en el derecho romano, donde se utilizaba en disputas de propiedad privada para determinar que la parte que poseía un bien en ese momento mantenía la propiedad, salvo prueba en contrario. En el derecho internacional moderno, uti possidetis juris se adaptó para regular las fronteras estatales, especialmente durante los procesos de descolonización y en disputas territoriales.

## Aplicación en América Latina
El principio fue aplicado ampliamente por primera vez en el siglo XIX en América Latina, donde los estados recién independizados del dominio español y portugués conservaron las divisiones administrativas establecidas durante el período colonial. Esto fue crucial para evitar conflictos territoriales al garantizar que cada nuevo país retuviera las fronteras de su respectiva jurisdicción colonial. El Congreso de Lima (1848) y la Conferencia de Estados Americanos (1889-1890) reafirmaron su validez en la región.

## Aplicación en África y Asia
Tras los movimientos de descolonización del siglo XX, uti possidetis juris se convirtió en un mecanismo clave en África y Asia, asegurando que los estados postcoloniales heredaran las fronteras definidas por las autoridades coloniales. El principio fue respaldado por la Corte Internacional de Justicia (CIJ) en casos como el de Burkina Faso contra Mali (1986), reforzando su papel en la estabilización de naciones recién formadas.

## Implicancias Legales y Políticas
Si bien uti possidetis juris ha sido crucial para reducir disputas territoriales, también ha generado desafíos, ya que muchas fronteras coloniales fueron trazadas de manera arbitraria, dividiendo grupos étnicos y creando conflictos fronterizos. En algunos casos, los estados han renegociado sus fronteras mediante tratados o acuerdos diplomáticos, pero las disputas siguen presentes en diversas regiones.
El principio continúa influyendo en el derecho internacional de fronteras, y su interpretación varía según el contexto histórico y las consideraciones geopolíticas. Sigue siendo una doctrina clave en la soberanía territorial y la sucesión de estados, especialmente en regiones postcoloniales.